# ジョン・ブライトリング・コウルター
ジョン・ブライトリング・コウルター（John Breitling Coulter, 1891年4月27日 – 1983年3月6日）は、アメリカ合衆国の陸軍将校。第一次世界大戦、第二次世界大戦、朝鮮戦争を戦った。

## 生い立ち
コウルターは1891年4月27日にテキサス州サンアントニオにて誕生。彼は1911年に西テキサス軍事学校を卒業し、1912年に騎兵隊の少尉として任命を得た。

## 軍隊経歴

### 第一次世界大戦
彼は1916年にテキサス州の第14騎兵連隊で最初の軍務に就き、パンチョ・ビリャ遠征に参加した。第一次世界大戦中、彼は第42歩兵師団司令官ウィリアム・エイブラム・マン将軍の副官としてフランスでの任務に就いた。アメリカに帰国後、彼はメリーランド州キャンプ・ミードにて5か月間、第154旅団の副官を務めた。その後彼は第2大隊第508戦闘工兵隊のアフリカ系アメリカ人部隊に司令官として再びフランスに戻った。

### 戦間期
戦後、コウルターは陸軍省の人事局に勤務し、その後アイオワ州フォート・デモインの第2騎兵大隊第14騎兵隊を指揮した。1922年、彼は騎兵学校を卒業し騎兵隊の資材長として陸軍省に配属され、後に騎兵隊長付副隊長を務めた。
コウルターは1927年に指揮幕僚大学を卒業し、テキサス州フォート・ブリスの第8騎兵連隊で大隊の指揮を執った。続いて、第1騎兵師団にて計画訓練士官補佐官を務めた。彼はその後、ラテンアメリカの専門家として一般幕僚軍事情報部に配属された。
1933年、コウルターは陸軍士官学校を卒業し、1934年に海軍大学校を修了。1938年にサウスダコタ州フォート・ミードの第4騎兵連隊に副隊長として配属された。1940年に連隊長となった。

### 第二次世界大戦
1941年、コウルターは准将への昇任を受け、アリゾナ州フェニックスにて第3騎兵旅団の旅団長に配置された。真珠湾攻撃の後、彼の配下の兵士たちはメキシコ国境に充てられ、コウルターは西部防衛軍南部国土国境区域の司令官として追加配属を受けた。1942年初頭、コウルターは第2騎兵師団の師団長に就いた。
コウルターは1943年に少将に昇進し、第85歩兵師団の指揮を引き受けた。アメリカ本土での訓練の後、彼は師団を率いて北アフリカおよびイタリアに遠征した。第85師団はグスタフ・ラインからゴシック・ラインにかけてを進軍し、ローマ＝アルノの戦い、北アペニン山脈の戦い、ポー平原の戦いに参加した。コウルターは軍事登山や山岳戦の熟達者として高い評価を獲得した。
第二次世界大戦後、コウルターはアメリカに帰国し、アラバマ州フォート・マクレランの歩兵補充訓練所で司令官を務めた。その後彼はテキサス州フォート・サム・ヒューストンにて第4軍の副司令官に就任した。

### 朝鮮戦争
1948年、彼は第7歩兵師団の師団長に就き、朝鮮半島に遠征した。1949年、彼は在韓米軍部隊の副司令官に任命された。彼は第1軍団を指揮し、1950年に任務を離れた。その後、コウルターはイリノイ州シカゴに本部を置く第5軍に副司令官として着任した。
1950年6月、朝鮮戦争が勃発するとコウルターは第1軍団の指揮を任され、第8軍の一部として活動を再開した。彼は韓国の臨時部隊1個とアメリカの部隊群により構成されたタスク・フォース・ジャクソンにて司令官を務め、北朝鮮の前進を停止させることに大きな役割を果たした。1950年9月、コウルターは第9軍団の指揮を執り、北朝鮮に対して反攻を行う第1軍団の活動支援のため部隊を統率した。
1951年、コウルターは第8軍の副司令官として中将に昇任し、第8軍司令官マシュー・リッジウェイ中将の連絡係として韓国陸軍および韓国大統領李承晩との連絡を行った。1952年、コウルター中将は軍を退役した。

## 晩年
引退後、コウルターはワシントンD.C.において国際連合朝鮮復興機関の代表大使となり、朝鮮戦争後の韓国の再建を目的とした国際的な取り組みを指示した。1953年、彼は国連事務次長補の役職で、国際連合朝鮮復興機関の事務局長に就任した。彼はこの任務を1958年まで務めた。在任中、彼は韓国の産業、学校、病院、道路、住宅等の再建のための2億ドルを超える支出について監督した。また1956年、コウルターはスエズ危機に際して、平和維持軍の活動についての助言を国連事務総長ダグ・ハマーショルドに行った。
1959年、韓国大統領李承晩は韓国の再建に努めたコウルターを評価し、コウルターの像を建てた。像はソウルの梨泰院に建てられた。その後1977年、像はソウルの広津区陵洞に移設された。1983年3月6日、コウルターはワシントンD.C.にて死亡。アーリントン国立墓地に埋葬された。

## 表彰・勲章
コウルターに与えられた賞および勲章としては、殊勲賞（3回）、銀星章（2回）、青銅星章、殊勲飛行十字章、航空勲章がある。